# Анна Окса
А̀нна О̀кса (на италиански: Anna Oxa), италианизирано сценично име на албанското Анна Хо̀джа (на албански: Anna Hoxha; * 28 април 1961 г., Бари, Италия), е италианска певица, телевизионна водеща и актриса.
Още от детска възраст започва да пее по пиано баровете на родния си град под съпровода на барийския маестро Сабино Шанели на пиано. На петнайсет години издава първия си сингъл, съдържащ песента Fiorellin del prato („Цветче от поляната“), написана от Марио Пандзери, към малка барийска звукозаписна компания.
Дебютира през 1978 г. с албума Oxanna и сингъла Un'emozione da poco („Едно маловажно чувство“) – една от най-известните песни в репертоара ѝ наред с È tutto un attimo („Всичко е един миг“), Donna con te („Жена с теб“), Quando nasce un amore („Щом се зароди една любов“), Senza di me („Без мен“), Senza pietà („Безмилостно“), Tutti i brividi del mondo („Цялата тръпка на света“) и Ti lascerò („Ще те оставя“).
В кариерата си на певица има издадени голям брой албуми, по които е работила с изпълнители като Фаусто Леали, Ивано Фосати, Лучо Дала, Амедео Минги, Рино Гаетано, Джорджо Габер и Роберто Векиони. В два от албумите си изпълнява кавъри на песни на други италиански изпълнители, сред които Клаудио Балиони, Франческо Де Грегори, Фабио Конкато и Лучо Батисти, а встрани от тези албуми има кавъри на песни и на Пати Смит и Джон Ленън.
Към 2023 г. има общо 15 участия на Фестивала на италианската песен в Санремо, с което се нарежда в петорката от италиански изпълнители с най-много участия – другите четирима са Милва, Ал Бано, Тото Кутуньо и Пепино ди Капри. Дотук има две победи: първата е през 1989 г. с песента Ti lascerò в дует с Фаусто Леали, а втората – през 1999 г. като солова изпълнителка със Senza pietà. На второ място се класира два пъти – през 1978 г. с песента Un'emozione da poco зад групата „Матия Бадзар“ в общата класация, но на първо място в категорията Interpreti („Изпълнители“), и през 1997 г. – със Storie („Истории“) зад дуета „Джалис“.
Освен като певица Окса има известен опит и като телевизионна водеща – през 1988 г. води съботното шоу „Фантастико 9“ заедно с Енрико Монтесано, през 1989 г. – „Фантастико 10“ с Масимо Раниери, а през 1994 г. – 44-тото издание на Фестивала в Санремо заедно с Пипо Баудо.

## Биография
Анна е родена в семейството на Чазим Ходжа – албански бежанец родом от Круя, но преселил се да живее в Бари, и италианката Елена Ходжа. Прекарва детството и юношеството си в квартала „Сан Паскуале“ в Бари. Завършва Художествената гимназия „Джузепе де Нитис“.

### Седемдесетте години
На 26 януари 1978 г., спонсорирана от Ивано Фосати, Анна дебютира на 28-ото издание на Фестивала на италианската песен в Санремо с песента Un'emozione da poco („Едно маловажно чувство“) по текст на Ивано Фосати и музика на Ивано Фосати и басиста Гуидо Гулиелминети. Още с първото си участие се класира на първо място в категорията Interpreti („Изпълнители“), а в общата класация – на второ след групата „Матия Бадзар“. Сингълът Un'emozione da poco включва едноименната песен и Questa è vita („Такъв е животът“; италиански кавър на песента Livin' Thing на ЕЛО), включена в първия студиен албум на певицата, Oxanna („Оксанна“), който достига първо място в италианската класация за сингли, а в края на годината заема 14-о място. През лятото на същата година участва на „Фестивалбар“ с песента Fatelo con me („Направете го с мен“; текст и музика: Ивано Фосати). Следващият ѝ сингъл, включващ песните Fatelo con me („Направете го с мен“) и Pelle di serpente („Змийска кожа“), се радва на почти същия успех като този на предната плоча. И двете песни са включени в албума Oxanna, като Fatelo con me в албумната си версия е по-дълга като времетраене от сингъловата.
През този период работи заедно с Лучо Дала и приятеля му Рино Гаетано (два дуета с него са публикувани през 2008 г. в памет на починалия певец). Вследствие на сътрудничеството излиза сингълът Il pagliaccio azzurro („Синият палячо“; кавър на Till It Shines на Боб Сийгър), който поставя началото на втория албум на певицата, носещ нейното име – Anna Oxa, издаден през 1979 г. от музикалната компания „Ере Чи А Италиана“. Както предният, така и този албум са възприети добре от слушателите. Сингълът Il pagliaccio azzurro/La sonnambula („Синият палячо/Сомнамбулката“) завоюва 21-во място в италианските класации. На дългосвирещата плоча е налице друг кавър на италиански, Notti per due („Нощи за двама“), на Because the Night на Пати Смит. Албумът е промотиран чрез участието на Окса като главна героиня в единствения си филм – Maschio, femmina, fiore, frutto („Мъж, жена, цвете, плод“) с режисьор Руджеро Мити, който излиза на екраните през 1979 г., а през 2008 г. е преиздаден на DVD и преименуван на La ragazza superstar („Момичето суперзвезда“). Във филма Окса изпълнява всичките песни от втория си албум.

### Осемдесетте години

#### 1980 – 1984 г.
През 1980 г. издава сингъла Controllo totale/Metropolitana („Пълен контрол“; кавър на Total Control – песен, донесла международен успех на групата „Мотълс“), включен в едноименния миниалбум от същата година. Metropolitana („Метро“) също е кавър – оригиналът е You Might Need Somebody на Търли Ричардс.
След миниалбума Окса издава през 1981 г. последния си сингъл към „Ере Чи А Италиана“ – Toledo/Proprio tu („Толедо“/„Точно ти“). Toledo е нова песен, написана от Амедео Минги и Марко Луберти, а Proprio tu е кавър на песента It's Really You на групата „Тарни/Спенсър Бенд“. Оригиналната версия на Toledo обаче се изгубва. Въпреки това версията, включена в сборните албуми, издадени от „Сони Мюзик“ години по-късно, е всъщност демо запис и се различава значително от сингъловата. Сингъловата версия е с продължителност 4:02 минути и темпото ѝ е по-бавно от това на включената в компилациите на „Сони“, която, от своя страна, е с продължителност 3:43 минути и темпото ѝ е по-забързано. Текстът също има леки разминавания на места. В крайна сметка Toledo/Proprio tu се оказва провал поради това, че не е промотиран достатъчно. Към края на същата година певицата сключва договор с музикалната компания Чи Би Есе.
През 1982 г. се завръща на сцената на „Аристон“ в Санремо с напълно променен външен вид. Останалият в миналото „пънкарски“ вид отстъпва мястото си на русокоса и женствена жена, каквато ще бъде запомнена години наред (с изключение на периода 1989 – 1991 г., когато боядисва косата си черна). На Фестивала участва с песента Io no („Не и аз“) по текст на Оскар Авогадро и музика на Марио Лавеци. Включена е в сингъла Io no/Cammina („Върви“). Към песента от Фестивала е заснет и видеоклип. Io no обаче не убеждава напълно Чи Би Есе да позволи на Анна да издаде нов албум. Същата година сключва брак с певеца и автор на песни Франко Чани и издава поредния си сингъл – Fammi ridere un po'/Ed Anna pensò („Накарай ме да се посмея малко“/„И Анна си помисли“), с който окончателно загърбва рок стила и слага начало на нов, плодотворен и постепенно успешен период в кариерата си.
Въпреки острите критики на журитата, които не допускат Анна да се яви на изданието на фестивала през 1983 г. с песента Navigando („Плавайки“), на пазара излиза албумът Per sognare, per cantare, per ballare („За мечти, за пеене, за танци“), който взима заглавието си от текста на първата песен – Hi-Fi („Хай-фай“), включена в сингъла Hi-Fi/Senza di me („Без мен“; кавър на песента What About Me на австралийската група „Муувинг Пикчърс“, който е включен във филма Vacanze di Natale („Коледна ваканция“) от същата година на Карло Ванцина).
През 1984 г., работейки все още с Лавеци, издава албума La mia corsa („Моята надпревара“) и отново взема участие на Фестивала в Санремо – този път с песента Non scendo („Не слизам“), с която се класира на 7-о място. От албума са избрани четири песни, които да бъдат включени в поредните два сингъла: първият – Non scendo/Primo amore, come stai? („Моя първа любов, как си?“), издаден успоредно с участието ѝ на Фестивала, и Eclissi totale/Tornerai („Пълно затъмнение“/„Ще се върнеш“), като с първата песен печели музикалния фестивал „Адзуро“ същата година.

#### 1985 – 1989 г.
1985 година е период на сътрудничество с Роберто Векиони, представянето на песента A lei („На нея“) на Фестивала в Санремо (на който участва за четвърти път и се класира на 7-о място за втора поредна година) и издаването веднага след това на албума Oxa. От сътрудничеството с Векиони хитове стават Parlami („Говори ми“), с която отново участва на „Адзуро“ и която е включена в сингъл заедно с Piccola, piccola fantasia („Мъничка фантазия“), която обаче не намира място в албума. Песента Capelli d'argento („Сребърни коси“) е първата от двете песни на певицата, посветени на баща ѝ. Заснети са видоклипове към песните Digli („Кажи му“) и Colori („Цветове“) в предаването Il diario di un LP.
През 1986 г. участва за пети път на Фестивала в Санремо – с песента È tutto un attimo („Всичко е един миг“), с която се класира на 5-о място и която става една от най-успешните песни в кариерата ѝ. Включена е в едноименния албум, който излиза непосредствено след участието ѝ. Съгласно връщането към традиционния за Фестивала регламент с пеене на живо, Анна изпълнява песента си на живо и привлича вниманието на публиката с изпълнението си, но същевременно предизвиква дискусии с това, че на сцената излиза с гол пъп. През лятото участва на „Фестивалбар“ с L'ultima città („Последният град“), също включена в албума. Сред песните в албума Aspettando Qazim („Очаквайки Чазим“) е втората песен, посветена на баща ѝ, а Anna, Goodbye („Сбогом, Анна“) е втората от общо четирите песни, които включват в заглавието си името на певицата. С две от песните в албума е издаден сингълът È tutto un attimo/Tenera immagine („Нежен образ“). През годините албумът остава с отличаващ се успех за Окса – преиздаван е няколко пъти и може да се намери лесно по италианските музикални магазини.
През 1988 г. Анна за пореден път взема участие на Санремо и се представя с песента Quando nasce un amore („Щом се зароди една любов“), включена в албума Pensami per te („Мисли ме за себе си“) – един от най-успешните в кариерата ѝ. На Фестивала се класира на 7-о място. За издаването на албума този път сътрудничи не само с Лавеци, а също и с Пиеро Касано и Аделио Колиати. Това е първият ѝ албум, който излиза на компактдиск. Той съдържа песни, пожънали голям успех, сред които Oltre la montagna („Отвъд планината“) и едноименната Pensami per te. През същата година дебютира като водеща на развлекателното шоу „Фантастико“, излъчващо се пряко всяка събота вечер към края на всяка година, придружена от актьора и комик Енрико Монтесано. В края на годината е издаден първият официален сборен албум с най-добрите ѝ песни под името Fantastica Oxa („Фантастична Окса“), в който освен Navigando и Le tue ali („Крилете ти“) са включени и всички сингли от периода, в който албумите ѝ са издавани от Чи Би Есе (с изключение на Fammi ridere un po', включена в един-единствен сборен компактдиск чак през 2007 г. и издаден от „Сони Би Ем Джи“ под името Le più belle di… („Най-доброто на…“), успоредно с Ed Anna pensò от страна Б и песните Un'emozione da poco, Il pagliaccio azzurro, Gino, le parole („Джино, думите“; записана още през 1982 г., но включена едва в този албум) и кавър на песента Caruso („Карузо“) на Лучо Дала, с която прави първата стъпка в изпълняването на кавъри на други италиански певци. Няколко години по-късно издава цели два албума само с кавъри на италиански песни. Компилацията жъне известен успех и накрая се класира сред най-продаваните албуми на годината на 81-во място.
През 1989 г. със седмото си участие на фестивала в Санремо Анна печели за първи път – в дует с Фаусто Леали с песента Ti lascerò („Ще те оставя“). Двамата представят Италия на 34-тото издание на песенния конкурс на „Евровизия“, но с друга песен – Avrei voluto („Искаше ми се“). Въпреки че двамата откриват конкурсната вечер, накрая се класират на 9-о място. Двата дуета са включени в два отделни сингъла, всеки един от които съдържа и инструменталите им от задната страна. Не след дълго е преиздаден албумът Fantastica Oxa, в който този път на мястото на Le tue ali е включена Ti lascerò. Avrei voluto е включена и в следващия студиен албум на Анна – Tutti i brividi del mondo („Цялата тръпка на света“), издаден през лятото на същата година, който си извоюва 7-о място в италианските класации и се оказва 32-рият най-продаван албум в Италия за края на годината. Той е промотиран чрез поредица от концерти заедно с групата „Ню Тролс“, с чийто барабанист, Джани Белено, Окса влиза във връзка по време на кризисен период със съпруга си, с когото след време се развежда. Към края на годината отново води шоуто „Фантастико“ – този път заедно с Масимо Раниери, Джанкарло Магали, Алесандра Мартинес и Нино Фрасика. Към средата на шоуто Анна подстригва косата си и я боядисва черна.

### Деветдесетте години

#### 1990 – 1993 г.
През 1990 г. отново участва на Санремо – този път с песента Donna con te („Жена с теб“), която е било замислено да бъде изпълнена първоначално от Пати Право, която в последния момент отказва, затова песента е поверена на Анна. По регламента на Фестивала за 1990 г. песента на всеки участник се изпълнява и от чуждестранен изпълнител или група с променен аражимент. Песента на Окса е интерпретирана от френската група „Каома“, прочута с хита си Lambada („Ламбада“) от предната година. Версията на групата носи италианското оригинално заглавие, но е в действителност двуезична – текстът е и на италиански, и на португалски. Издадена е и като сингъл. Donna con te, освен като сингъл с инструменталната си версия от задната страна, е включена също и в първия концертен албум на певицата – Oxa live con i New Trolls („Окса на живо с „Ню Тролс“), към който е добавена и оригиналната версия освен концертната. Албумът е съсредоточен предимно върху песните от последния албум на Анна – Tutti i brividi del mondo, но заедно с групата изпълнява и техни песни. Освен Senza di me („Без мен“) с променен аранжимент и малки разлики в текста, повечето песни, с които дотогава е участвала на Фестивала в Санремо, са включени в обща музикална китка с няколко от песните на групата, с която албумът завършва. Най-високото място, което достига, е 7-о, но в края на годината слиза до 46-о. Donna con te се класира на 7-о място в класацията за сингли.
Две години по-късно, през 1992 г. – година след като ражда своята дъщеря, кръстена Франческа, Анна издава албума Di questa vita („За този живот“), чиито песни са композирани от спътника ѝ Джани Белено, а текстовете са написани от Фабрицио Берлинчони. С този албум компенсира своето двугодишно отсъствие от сцената. Албумът жъне успех и се появява в класациите за годината по продаваемост. От същия албум сингъл става Mezzo angolo di cielo („Кътче на небето“), към който е заснет видеоклип и след големия му успех Окса издава и ремикс, включен в сингълова плоча със същото име. Това е първият ѝ албум, издаден от звукозаписната компания „Кълъмбия Рекърдс“ след разпадането на Чи Би Есе. Същата година води предаването Viaggio al centro della musica („Пътешествие до центъра на музиката“), което се излъчва по канала Telemontecarlo (TMC).
През 1993 г. издава първия си албум с кавъри на значими италиански изпълнители, сред които Пино Даниеле, Фабрицио де Андре, Клаудио Балиони и други, който носи името Cantautori („Автори и певци“). Същата година излиза албумът Do di petto („Гръдно до“), съдържащ някои от най-известните ѝ песни, преработени в напълно променен аранжимент, както и кавър на песента Ancora („Отново“) на Едуардо Де Крешенцо, с която албумът започва. Анна организира спектакли за промотирането му в най-известните италиански театри, като „Систина“ в Рим, и през 1995 година издава концертната видеокасета Anna Oxa in concerto, включваща именно песните от същия албум.

#### 1994 – 1999 г.
През 1994 г. се завръща на сцената на „Аристон“, но като водеща на 44-тото издание на Фестивала заедно с Пипо Баудо и моделката Канел.
През 1996 г. излиза албумът Anna non si lascia („Анна не се оставя“), от който сингли стават Spot („Реклама“), с която участва същата година на „Фестивалбар“, и едноименната песен, дала заглавието на албума, който влиза в класациите за годината по продаваемост, в която най-високото място, което достига, е 18-о, а в края на годината остава на 93-то. Освен нея други песни, промотиращи албума по телевизията, са Séia („Вечер“; изпята на генуезки диалект) и Bianca luna („Бяла луна“).
След седем години отсъствие като участничка на Фестивала в Санремо Окса се завръща на сцената на „Аристон“ през 1997 г. с песента Storie („Истории“), с която се класира на второ място зад дуета „Джалис“, който печели с песента Fiumi di parole („Поток от думи“). След участието си Анна издава втория си едноименен сборен албум Storie – i miei più grandi successi („Истории – моите най-големи успехи“), който се класира на седмо място в класацията по продаваемост за сезона. Песента, с която участва на Фестивала, е записана и на испански език под името Histórias и набира известна популярност и в Испания.
През 1998 г. Анна отпада от кастинга за Фестивала, на който представя песента Chissà („Кой ли знае“) и единствената ѝ изява по телевизията за годината е по канала Canale 5.
През следващата година отново се завръща сред участниците на Фестивала – с песента Senza pietà („Безмилостно“), с която става победителка за втори път – точно десет години след първата си победа с Фаусто Леали. Песента е включена в едноименния ѝ албум, който се класира на седмо място в класациите по продаваемост. През лятото на същата година излиза сингълът Camminando, camminando („Вървейки, вървейки“) в дует с пуерториканския певец Чаян, с която участва на „Фестивалбар“. След известно време излизат и испанските версии и на двете песни – Sin compasión и Caminando, caminando.
През 1999 г. сключва брак с косовския политик Бехджет Пацоли, който през февруари 2011 г. става петият президент на Косово. Двамата се развеждат през 2002 г.

### 2000 – 2009 г.
През 2001 г. следва поредна промяна на външния вид, както и на стила музика – с L'eterno movimento („Вечното движение“) – песента, даваща името на едноименния нов албум, отличаващ се с етническо звучене. Преди издаването му е пуснат сингълът Io sarò con te („Ще бъда с теб“), а след него – и вторият сингъл, заглавният L'eterno movimento. Със същата песен участва на 41-вото издание на Фестивала в Санремо същата година и се класира на 10-о място. Албумът влиза в италианските класации и се класира на 26-о място.
През септември същата година заедно с Джорджо Панариело води шоуто Torno sabato. По време на шоуто съобщава за издаването на нов албум, Collezione („Колекция“), в който освен стари нейни песни е включена новата La panchina e il New York Times („Пейката и „Ню Йорк Таймс“) в памет на жертвите от атентатите от 11 септември.
През 2003 г. е ред на песента Cambierò („Ще се променя“), включена в албума Ho un sogno („Имам една мечта“), с който започва нов музикален период за Анна, който я разкрива в ролята и на авторка на песни и ѝ носи наградата „Лунеция“ за най-добра авторка на годината. С представянето на Cambierò всичките участия на лигурския фестивал стават общо дванайсет. Албумът се оказва един от най-продаваните на фестивала и само след няколко седмици е удостоен със златен диск. През лятото участва на „Фестивалбар“ с Il muro („Стената“).
През 2004 г. предприема театрално турне заедно с Фабио Конкато. От това турне е издаден сингъл, съдържащ версията на живо и инструментала на песента In trattoria („В траторията“) с Конкато, изпълнена и от двамата. Същата година е издаден и сборният ѝ албум Mie („Мои“).
След турне, белязано с етническо и духовно звучене, през 2006 г. участва за тринайсети път на Фестивала в Санремо – с Processo a me stessa („Процес срещу себе си“). Успоредно с участието ѝ е издаден концертен албум, озаглавен La musica è niente se tu non hai vissuto („Музиката е нищо, ако не си живял“), издаден от И Ем Ай и включващ както санремската, така и едноименната песен, която достига 29-о място в класацията.
Следващите няколко години в живота на певицата са белязани от силно духовно и музикално търсене, плод на което стават концертите, които изнася в църкви из Италия и по време на които цели да обърне внимание на гласа си като на инструмент – отвъд всякаква стилова и езикова преграда. Пътешествие сред различните и музикални епохи, което включва свещени песни от Средновековието, песни на санскрит, тибетски мантри, както и африкански звуци. През това време решава да се оттегли от телевизионния екран.
Встрани от турнетата си певицата взема участие в концерта бенефис Amiche per l'Abruzzo („Приятелки за Абруцо“), замислен от Лаура Паузини и провел се на 21 юни 2009 г. на стадиона „Джузепе Меаца“ в Милано с цел събиране на средства за жертвите на земетресението в провинция Акуила. По-късно същата година е издадено дивиди с изпълненията от концерта, но Окса забранява изпълнението ѝ да бъде включено в него поради проблеми, свързани със звука.

### 2010 – 2019 г.
През 2010 г. Аделе Ди Палма, новата мениджърка на Окса, се заема със завръщането на певицата на сцената, която на 15 март 2010 г. гостува на шоуто за таланти Amici di Maria De Filippi („Приятели на Мария Де Филипи“) и съобщава за предстоящия си албум, чието звучене е в стил английски поп. По време на шоуто изпълнява Quando nasce un amore в дует с участничката Ема Мароне. По повод завръщането ѝ на сцената звукозаписните компании се заемат да издадат няколко нови сборни албума в продължение на същата година, както и преиздание на концертния албум с „Ню Тролс“ от 1990 година.
На 24 юли 2010 г. Окса участва на фестивала „Джорджо Габер“ във Виареджо наред с други известни италиански артисти, за да почете паметта на Джорджо Габер, с когото през 1993 г. изпява в дует песента Si può („Може“), включена в албума ѝ Cantautori. На 20 август същата година е пуснат сингълът Tutto l'amore intorno („Всичката любов наоколо“) с участието на Ивано Фосати към края на песента, който е автор на песента.
На 28 септември 2010 г. е издаден студийният албум Proxima („Проксима“), който бележи завръщането на певицата с нови авторски песни и с независима продукция (компанията „Козе ди музика е суони кошенти“). За осъществяването му имат принос автори като Пачифико, Франческо Бианкони, Паоло Енрико Аркети Маестри и Мара Редегери. Някои от песните са записани в Студио 1 на Българското национално радио и в тях взема участие симфоничният оркестър на БНР. Първото сценично представяне на Tutto l'amore intorno е по време на четвъртия сезон на италианското издание на телевизионния формат „Екс Фактор“. Албумът достига четвърто място в италианската класация за албуми.
На 1 ноември същата година започва турнето Proxima tour, чиито концерти се провеждат в театрите на всички главни градове в Италия. Десет дни по-късно, на 11 ноември, е издаден вторият сингъл от албума – Scarpe con suole di vento („Обувки с подметки от вятър“), а през декември е съобщено официално, че певицата ще участва на 51-вото издание на Фестивала в Санремо през предстоящата година с песента La mia anima d'uomo („Моята човешка душа“).
По време на третата вечер на фестивала, посветена на 150-годишнината от Обединението на Италия през 1861 година, Окса изпълнява на живо неаполитанската класика 'O sole mio („О, слънце мое“). По повод участието ѝ на фестивала албумът Proxima е преиздаден, като този път включва La mia anima d'uomo, 'O sole mio и англоезична версия на Dopo la neve („След снега“), озаглавена In the Sunlight („Под слънцето“).
След това изнася семинари, наречени L'evoluzione del suono tra mente, colore e materia („Еволюцията на звука през ум, цвят и материя“), придружавана от изследователката Фиорела Рустичи, стилиста Джовани Каваня и звукотехника Роберто Пако. През последните месеци на 2011 г. се съобщава, че Анна ще работи по нови творби заедно с маестро Марко Фаладжани, с когото работи по турнетата си от 1999 до 2004 г., както и по продуцирането на албума Ho un sogno от 2003 г.
На 7 март 2013 г. в театър „Верди“ в Монтекатини Терме Анна открива лятното си турне I grandi successi in tour, по време на което изпълнява 30 от най-значимите песни в репертоара си и което минава през цяла Италия.
След зимните и летните концерти певицата приема поканата на водещата Мили Карлучи да участва в надпреварата на деветото издание на шоуто Ballando con le stelle („Танцувай със звездите“) по Rai 1 и от 5 октомври 2013 г. под ръководството на професионалния танцьор Самуел Перон става една от участничките. След няколко седмици обаче певицата се оттегля от шоуто вследствие на навяхване на един от краката си по време на танците.
През месец май 2015 г. певицата открива турнето Voce acustica („Акустичен глас“) със съпровождащите си трима музиканти.
От април 2016 г. е членка на журито на 15-ото издание на Amici di Maria De Filippi заедно с Лоредана Берте и Сабрина Ферили. В епизода, излъчен на 7 май, представя новата си песен L'America non c'è („Америка не съществува“).
През март 2018 г. съобщава чрез профилите си в социалните меди, че ще организира лятно турне, което ще мине през цяла Италия. Турнето продължава и през следващата година.
През декември 2019 г. е почетен гост на музикалния фестивал Kënga Magjike („Вълшебната песен“) в Албания, на който изпълнява L'America non c'è.

### 2020 г. – настояще
През декември 2020 г. представя новата си песен Primo cuore (Canto nativo) („Първо сърце (Родна песен)“) по албанския канал TV Klan след интервю с албанския певец Ардит Джебреа. През следващата година е издадена като сингъл.
През декември 2021 г. гостува на програмата на Клаудио Балиони Uà – Uomo di varie età, излъчена по Канале Чинкуе.
На 4 декември 2022 г. се потвърждава официално, че дванайсет години след последното си участие певицата ще се завърне на сцената на театър „Аристон“ за 73-тото издание на Фестивала в Санремо през 2023 г. С това си участие Окса се нарежда сред италианските изпълнители с най-много участия в песенната надпревара (другите четирима са Милва, Тото Кутуньо, Пепино ди Капри и Ал Бано) – общо петнайсет. Заглавието на песента – Sali (Canto dell'anima) („Извиси се (Песен на душата)“) – се съобщава на 16 декември. Авторите на текста са самата Окса, Франческо Бианкони (фронтмен на „Баустеле“) и Кабала, а на музиката – Фио Дзаноти.

## Личен живот
Анна Окса има три брака. Първият ѝ е с музиканта Франко Чани, вторият – с косовския политик Бехджет Пацоли, а третият – с Марко Сансонети, бивш неин телоохранител. И в трите случая се развежда. През 80-те и 90-те години е във връзка с барабаниста на групата „Ню Тролс“ Джани Белено, от когото има две деца – Франческа и Чазим.
От години насам е веганка.

## Дискография
| - 1978 – Oxanna - 1979 – Anna Oxa - 1983 – Per sognare, per cantare, per ballare - 1984 – La mia corsa - 1985 – Oxa - 1986 – È tutto un attimo - 1988 – Pensami per te - 1989 – Tutti i brividi del mondo - 1992 – Di questa vita - 1993 – Do di petto - 1996 – Anna non si lascia - 1999 – Senza pietà - 2001 – L'eterno movimento - 2003 – Ho un sogno - 2010 – Proxima | - 1980 – Controllo totale - 1990 – Oxa live con i New Trolls (заедно с групата „Ню Тролс“) - 1995 – Anna Oxa in concerto (издаден единствено на видеокасета) - 2006 – La musica è niente se tu non hai vissuto - 1988 – Fantastica Oxa (преиздаден през 1989 г.) - 1997 – Storie – i miei più grandi successi - 2001 – Collezione - 2004 – Mie - 1993 – Cantautori - 1994 – Canta autori (познат и като Cantautori 2) |

## Музикални събития

### Фестивал на италианската песен в Санремо
- Първо място
- Второ място

| Издание (година) | Песен                                                   | Автори | Категория             | Място           |
| ---------------- | ------------------------------------------------------- | --- | --------------------- | --------------- |
| 1978             | Un'emozione da poco („Едно маловажно чувство“)          | Текст: Ивано Фосати Музика: Ивано Фосати, Гуидо Гулиелминети Аранжимент: Руджеро Чини                                              |                       | 2-ро от общо 9  |
| 1982             | Io no („Не и аз“)                                       | Текст: Оскар Авогадро Музика и аранжимент: Марио Лавеци                                                                            |                       | Финалистка      |
| 1984             | Non scendo („Не слизам“)                                | Текст: Оскар Авогадро Музика и аранжимент: Марио Лавеци                                                                            | Campioni („Шампиони“) | 7-о от общо 20  |
| 1985             | A lei („На нея“)                                        | Текст: Роберто Векиони Музика: Мауро Паолуци Аранжимент: Мауро Паолуци, Марио Лавеци                                               | „Шампиони“            | 7-о от общо 22  |
| 1986             | È tutto un attimo („Всичко е един миг“)                 | Текст: Аделио Колиати, Франко Чани, Марио Лавеци Музика: Умберто Змаила Аранжимент: Джиджи Де Ренцо, Марио Лавеци                  | „Шампиони“            | 5-о от общо 22  |
| 1988             | Quando nasce un amore („Щом се зароди една любов“)      | Текст: Аделио Колиати, Франко Чани Музика: Пиеро Касано Аранжимент: Фио Дзаноти                                                    | „Шампиони“            | 7-о от общо 26  |
| 1989             | Ti lascerò („Ще те оставя“) (в дует с Фаусто Леали)     | Текст: Фабрицио Берлинчони, Серджо Бардоти, Франко Чани Музика: Франко Фазано, Фаусто Леали Аранжимент: Фио Дзаноти                | „Шампиони“            | 1-во от общо 24 |
| 1990             | Donna con te („Жена с теб“)                             | Текст: Данило Америо, Лучано Боеро, Джани Белено Музика: Данило Америо Аранжимент: Фио Дзаноти                                     | „Шампиони“            | 4-то от общо 20 |
| 1997             | Storie („Истории“)                                      | Текст: Салваторе Де Паскуале (Депса), Марко Марати Музика: Анджело Валсилио, Салваторе Монети, Фио Дзаноти Аранжимент: Фио Джаноти | „Шампиони“            | 2-ро от общо 20 |
| 1999             | Senza pietà („Безмилостно“)                             | Текст: Алберто Салерно Музика: Клаудио Гуидети Аранжимент: Фио Дзаноти                                                             | „Шампиони“            | 1-во от общо 14 |
| 2001             | L'eterno movimento („Вечното движение“)                 | Текст: Джузепе Фулкери Музика: Бруно Инкарнато (Лаурекс) Аранжимент: Диего Дари, Марко Патриняни                                   | „Шампиони“            | 10-о от общо 16 |
| 2003             | Cambierò („Ще се променя“)                              | Текст: Марко Карнезеки, Марко Фаладжани, Анна Окса Музика и аранжимент: Марко Фаладжани                                            | „Шампиони“            | 14-о от общо 20 |
| 2006             | Processo a me stessa („Процес срещу себе си“)           | Текст: Паскуале Панела Музика: Анна Окса, Алесандра Миори Аранжимент: Стефано Барцан                                               | Donne („Жени“)        | Нефиналистка    |
| 2011             | La mia anima d'uomo („Моята човешка душа“)              | Текст: Лоренцо Имерико, Анна Окса Музика: Роберто Пако                                                                             | Artisti („Артисти“)   | Нефиналистка    |
| 2023             | Sali (Canto dell'anima) („Извиси се (Песен на душата)“) | Текст: Анна Окса, Франческо Бианкони, Кабала Музика: Фио Дзаноти                                                                   |                       | 25-о от общо 28 |

### Музикален фестивал „Фестивалбар“
- 1978 – Fatelo con me („Направете го с мен“)
- 1983 – Senza di me („Без мен“)
- 1984 – Eclissi totale („Пълно затъмнение“)
- 1985 – Parlami („Говори ми“)
- 1986 – L'ultima città („Последният град“)
- 1988 – Oltre la montagna („Отвъд планината“)
- 1989 – Tutti i brividi del mondo („Цялата тръпка на света“)
- 1992 – Mezzo angolo di cielo („Кътче на небето“)
- 1993 – Prendila così („Приеми го така“)
- 1996 – Spot („Реклама“)
- 1997 – Tutti i brividi del mondo, È tutto un attimo, Donna con te („Цялата тръпка на света“, „Всичко е един миг“, „Жена с теб“)
- 1999 – Camminando, camminando („Вървейки, вървейки“)
- 2001 – Un'emozione da poco (remix) („Едно маловажно чувство (ремикс)“)
- 2003 – Il muro („Стената“)